# جعفری پاکوتاه مینیاتوری
جعفری پاکوتاه مینیاتوری (انگلیسی: Tagetes patula) یا گل همیشه بهار فرانسوی گونه‌ای از گیاهان گل دار خانواده کاسنیان است که بومی مکزیک و گواتمالا است. جعفری پاکوتاه مینیاتوری گیاهی سالانه است و گاهی به ۰٫۵ متر (۱٫۶ فوت) طول می‌رسد. در بعضی از اقلیم‌ها از ژوئیه تا اکتبر گل می‌دهد. شکوفه‌ها چنانچه در زیستگاه بومی خود به ویژه در ارتفاعات مکزیک باشند از سپتامبر و همزمان با کنار رفتن سرما و یخبندان شروع به شکفته‌شدن می‌نمایند. فندقه‌ این گیاه نیز در عرض ۲ هفته از شروع شکوفایی شکوفه‌ها رسیده و ریخته می‌شوند.
سرها اغلب نرماده هستند و معمولاً توسط سوسک‌ها و مگس‌های گوناگون گرده‌افشانی می‌کنند. برگ‌های همهٔ گونه‌های این جعفری پاکوتاه شامل غده‌های روغنی است که بسیار تند و نافذ هستند. این گیاه در هر خاک رس و شن می‌تواند رشد کند مشروط به اینکه به خوبی زهکشی شده باشد. همچنین، نور کامل خورشید و وجود سایه نسبی از دیگر شرایط مورد نیاز این گیاه است.
گل‌های جعفری پاکوتاه مینیاتوری به صورت سالانه کشت و برداشت می‌شوند تا به خوراک طیور اضافه شوند و این عمل باعث می‌شود که زرده تخم‌مرغ طیور به رنگ طلایی درآید. همچنین، از این گل‌ها برای رنگ‌های مجاز خوراکی نیز استفاده می‌شود.